# Горня Чемерниця
Горня Чемерниця (хорв. Gornja Čemernica) — населений пункт у Хорватії, у Сисацько-Мославинській жупанії у складі громади Гвозд.

## Населення
Населення за даними перепису 2011 року становило 142 осіб.
Динаміка чисельності населення поселення:

## Клімат
Середня річна температура становить 10,65 °C, середня максимальна – 25,31 °C, а середня мінімальна – -6,39 °C. Середня річна кількість опадів – 1046 мм.
| Клімат поселення                              | Клімат поселення | Клімат поселення | Клімат поселення | Клімат поселення | Клімат поселення | Клімат поселення | Клімат поселення | Клімат поселення | Клімат поселення | Клімат поселення | Клімат поселення | Клімат поселення | Клімат поселення |
| Показник                                      | Січ.             | Лют.             | Бер.             | Квіт.            | Трав.            | Черв.            | Лип.             | Серп.            | Вер.             | Жовт.            | Лист.            | Груд.            |                  |
| Середній максимум, °C                         | 6,92             | 8,90             | 13,36            | 17,62            | 22,14            | 25,31            | 24,57            | 23,86            | 20,34            | 15,38            | 9,47             | 5,38             |                  |
| Середня температура, °C                       | 0,26             | 2,23             | 6,72             | 10,98            | 15,49            | 18,65            | 20,33            | 19,60            | 16,09            | 11,12            | 5,22             | 1,14             |                  |
| Середній мінімум, °C                          | −6,39            | −4,41            | 0,06             | 4,32             | 8,82             | 12,01            | 16,08            | 15,36            | 11,84            | 6,86             | 0,97             | −3,13            |                  |
| Норма опадів, мм                              | 64               | 63               | 73               | 85               | 88               | 98               | 92               | 94               | 99               | 101              | 107              | 82               |                  |
| Середньомісячна швидкість вітру, м/с          | 1.60             | 1.71             | 2.11             | 2.02             | 1.87             | 1.70             | 1.70             | 1.51             | 1.50             | 1.54             | 1.62             | 1.63             |                  |
| Середньомісячна сонячна радіація, кДж/м²·день | 4251             | 6978             | 10565            | 15074            | 19309            | 21265            | 22462            | 19372            | 14246            | 8928             | 4714             | 3474             |                  |
| --------------------------------------------- | ---------------- | ---------------- | ---------------- | ---------------- | ---------------- | ---------------- | ---------------- | ---------------- | ---------------- | ---------------- | ---------------- | ---------------- | ---------------- |
| Джерело:                                      |                  |                  |                  |                  |                  |                  |                  |                  |                  |                  |                  |                  |                  |